# Niklaus Küchler

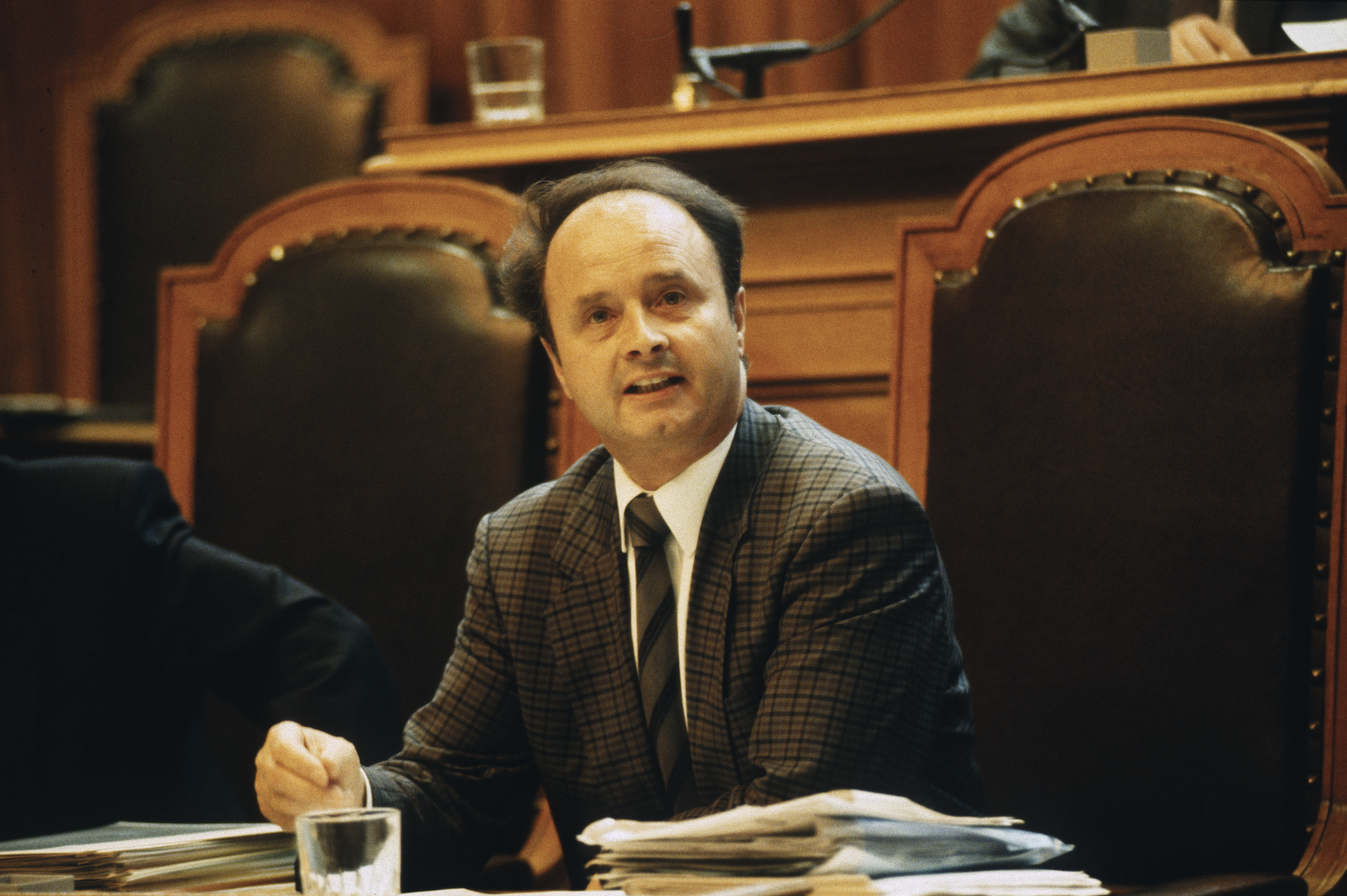
Niklaus Küchler (1986)

Niklaus Küchler (* 3. März 1941 in Alpnach) ist ein Schweizer Politiker (CVP). Er war von 1986 bis 1998 Ständerat des Kantons Obwalden.

## Leben
Küchler besuchte die Kantonsschule Obwalden, schloss sein Studium als Doktor der Rechte (Dr. iur.) ab und war als Obergerichtsschreiber, Rechtsanwalt, Notar und Rechtskonsulent tätig. Von 1991 bis 1996 war er Verwaltungsratspräsident der Schweizerischen Käseunion.
Küchler ist verheiratet und hat zwei Kinder.

## Politische Ämter
Küchler war Obwaldner Kantonsrat und von 1973 bis 1987 Präsident der CVP Obwalden. Bei der Obwaldner Landsgemeinde 1986 kandidierte er als Nachfolger für Ständerat Wilfried Hophan (CVP), der infolge einer Affäre um die ihm als Finanzdirektor unterstellte kantonale Steuerverwaltung auf eine erneute Kandidatur verzichtet hatte. Küchler gewann die Wahl sehr knapp gegen den freisinnigen Gegenkandidaten. Er war vom 2. Juni 1986 bis zum 29. April 1998 Mitglied des Ständerats und dessen Präsident von der Wintersession 1994 bis zur Wintersession 1995.